# Hataraki Man
Hataraki Man (働きマン) est un seinen manga de Moyoco Anno, prépublié dans le magazine Morning à partir de mars 2004 et publié par l'éditeur Kōdansha en 4 volumes reliés sortis à partir de novembre 2004.
Le manga est adapté en série d'animation japonaise de 11 épisodes produite par le studio Gallop et diffusée au Japon entre octobre 2010 et décembre 2010 sur Fuji TV, dans la case-horaire noitaminA.

## Synopsis
Matsukata est une jeune journaliste de 28 ans pour le journal Weekly Jidai. Plutôt occupée par son travail, elle en oublie totalement sa vie privée ce qui n'arrange pas sa vie de couple.
Quand son travail devient important, et surtout urgent, elle se transforme en "Hataraki Man", sorte de sur-homme bourré aux hormones capable de travailler 3 fois plus sans se soucie d'elle-même.

## Personnages
Hiroko Matsukata (松方弘子, Matsukata Hiroko)
voix japonaise : Rie Tanaka
Maiko Kaji (梶舞子, Kaji Maiko)
voix japonaise : Atsuko Tanaka
Akihisa Kobayashi (小林明久, Kobayashi Akihisa)
voix japonaise : Yuji Ueda
Mayu Nagisa (渚マユ, Nagisa Mayu)
voix japonaise : Misato Fukuen
Kimio Narita (成田君男, Narita Kimio)
voix japonaise : Kenyū Horiuchi
Yumi Nogawa (野川由実, Nogawa Yumi)
voix japonaise : Rumi Shishido
Fumiya Sugawara (菅原文哉, Sugawara Fumiya)
voix japonaise : Kazuya Nakai
Kunio Tanaka (田中邦男, Tanaka Kunio)
voix japonaise : Makoto Homura
Tatsuhiko Umemiya (梅宮龍彦, Umemiya Tatsuhiko)
voix japonaise : Tomomichi Nishimura
Shinji Yamashiro (山城新二, Yamashiro Shinji)
voix japonaise : Eiji Hanawa

## Liste des épisodes
| No | Titre anglais             | Titre original                              | Date de 1re diffusion |
| -- | ------------------------- | ------------------------------------------- | --------------------- |
| 1  | The Female Hataraki Man   | 女の働きマン Onna no Hataraki Man           | 12 octobre 2006       |
| 2  | Stake Out Man             | 張り込みマン Harikomi Man                   | 19 octobre 2006       |
| 3  | Ramen Man                 | ラーメンマン Rāmen Man                      | 26 octobre 2006       |
| 4  | Error Man                 | あやまりマン Ayamari Man                    | 2 novembre 2006       |
| 5  | Turn Around Man           | 振り向きマン Furimuki Man                   | 9 novembre 2006       |
| 6  | Princess Man              | お姫さマン O-Himesama-n                     | 16 novembre 2006      |
| 7  | Fussy Man                 | こだわりマン Kodawari Man                   | 23 novembre 2006      |
| 8  | Reward Man                | 報われマン Mukuware Man                     | 30 novembre 2006      |
| 9  | Full-Fledged Hataraki Man | 一人前の働きマン Ichininmae no Hataraki Man | 7 décembre 2006       |
| 10 | Non-working Man           | 働かないマン Hatarakanai Man                | 14 décembre 2006      |
| 11 | Even So, Hataraki Man     | それでも働きマン Soredemo Hataraki Man      | 21 décembre 2006      |